# 利尻島

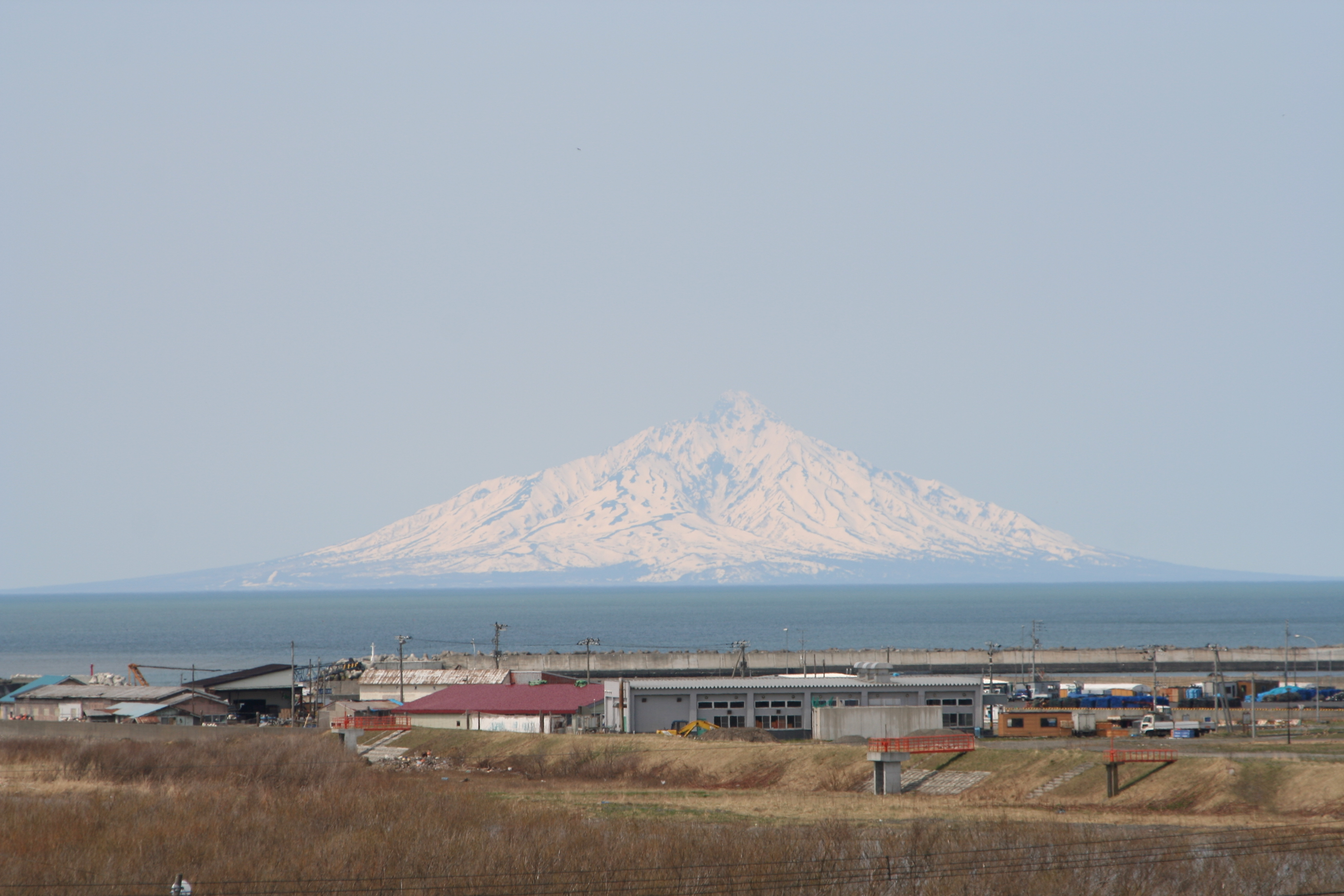
自遠別町看到的利尻島

利尻島（日语：／ Rishiritō */?）是位於日本北海道北部，日本海上的一座形狀幾乎為圓形的島嶼。面積182.11平方公里。是日本面積第18大的島嶼。島上分為利尻富士町和利尻町兩個自治體，東半部屬利尻富士町，西半部屬利尻町。據《平成22年住民台帳人口・戶數》的統計，島上總人口約有5,400人。利尻島北側隔禮文水道和禮文島相望。

## 歷史
利尻島在大約1萬3000年之前的舊石器時代開始有人居住，在島上發現了約1500年前鈴谷文化的遺跡。在此之後，利尻島則屬於鄂霍次克文化區，在島上的舊旧利尻富士町役場處發現了鄂霍次克文化的遺跡。利尻島最早出現在文獻記錄則是在江戶時代的《津輕一統志》一書當中，通過這本書可以確認當時已有愛努人在這裡生活。
1848年（嘉永元年）7月1日，日本首位英語外教拉納德·麥克唐納就是在利尻島登陸並到達日本。雖然他只在利尻島停留了一個月，但從留下的文獻記錄來看可以得知他和當地的島民之間有過交流。現在在島上的野塚展望台，建有紀念麥克唐納的登陸記念碑。
自19世紀中期之後，隨著日本本土漁民的移民，利尻島成為一處重要的漁場，島上的主要居民也由愛努人變為大和民族。1915年時，利尻島全島的漁獲量曾經達到10萬噸以上。利尻島捕獲的最主要的魚類是太平洋鯡。但自1955年以來，利尻島的太平洋鯡漁業宣告終止。現在旅遊業已經取代漁業，成為利尻島新的主要產業。

## 自然環境

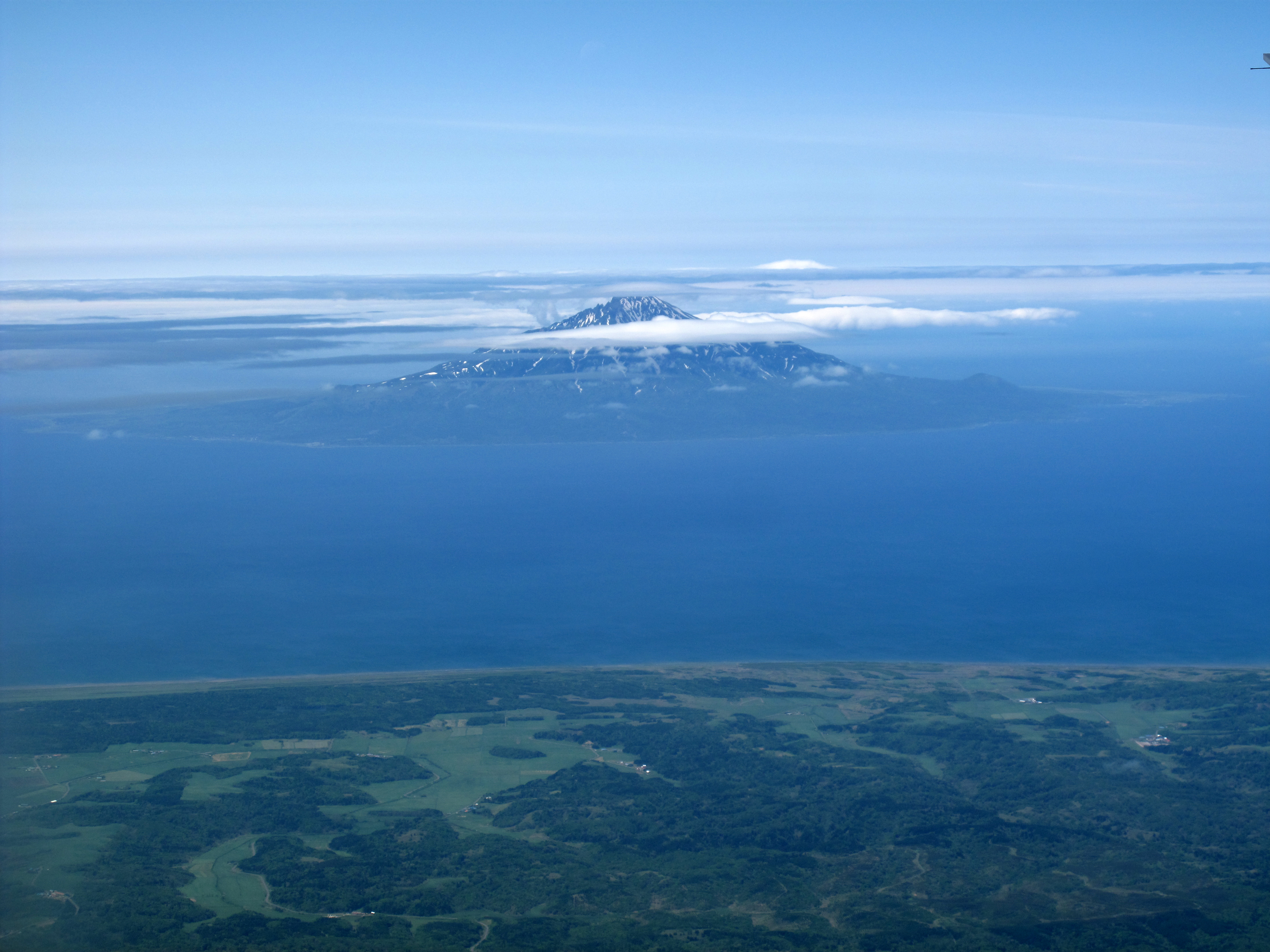
利尻島

利尻島這一地名系來自於愛努語中的「高的島嶼」（ri-sir/）。如名所示，利尻島是一座以利尻山為主體的火山島。利尻山是島上的最高峰，標高1,721米。在構造上屬於成層火山。利尻山自約20萬年前就開始活動，約4萬年前大約形成了現在的外觀。但自進入有文獻記錄的時代以來，沒有任何文獻記錄利尻山曾有過噴發記錄。而利尻山也正是北海道知名特產白色戀人巧克力包裝上的山峰。除了利尻山之外，利尻島上的主要山峰還有長官山（1218.3米）等山峰。島上也有一些較小的河川，大多都發源自利尻山山麓並流入日本海。此外島上還有姬沼等湖泊。
利尻島上分佈有眾多高山植物，是北海道內最具高山植物多樣性的地區之一。利尻山山頂附近生長有利尻虞美人等僅分佈在利尻島的珍稀植物。山麓中部則分佈有針葉樹林，主要樹種是椴松。而在湖泊的附近一帶則分佈有濕地植物。在動物方面，利尻島是野鳥的寶庫。迄今為止，在利尻島已經觀察到了超過280種鳥類。有許多渡鳥在春秋季遷徙時期都將利尻島作為中繼地點。利尻島上的主要鳥類包括了大斑啄木鳥、沼澤山雀、黑啄木鳥、虎頭海雕、日本歌鴝等。為了保護島上的生態環境，利尻島的大部分地區都被劃入利尻禮文佐呂別國立公園。

## 交通
自鴛泊港（利尻富士町）和沓形港（利尻町）出發，有自利尻島前往稚內及禮文島的渡輪。另外，全日本空輸運行有自利尻機場前往新千歲機場的航班。北海道空中系統運行有自利尻機場至丘珠機場之間的航班。利尻機場至丘珠機場之間的航班全年均有運行，利尻機場至新千歲機場之間的航班則僅有在夏季運行。